# Micah Richards
Micah Lincoln Richards (Birmingham, 1988. június 24. –) angol labdarúgó. Sokoldalú játékos, aki hátvédként és középpályásként is bevethető, leginkább szélső hátvédként nyújtott teljesítményéről ismert. Pontrúgásoknál rendszeresen veszélyezteti az ellenfél kapuját. 2006 novemberében mutatkozhatott be először az angol válogatottba. Ő a legfiatalabb védő, aki valaha képviselte Angliát.

## Pályafutása

### Kezdeti évek
Bár szülei Leedsben éltek, Richards Birminghamben született, mivel a család éppen rokonlátogatáson volt, mikor megindult a szülés. Chapeltownban, Leeds egyik elővárosában nőtt fel. Az Archbishop Cranmer CofE Általános iskolába, majd a Wetherby Középiskolába járt. Képességeire az iskolai futballedző, David Moore figyelt fel, aki már hétévesen bizalmat szavazott neki az iskola csapatában. Gyerekkorában az Arsenal volt a kedvenc csapata, kedvenc játékosai Ian Wright és Patrick Vieira voltak.
Richards 12 évesen csatlakozott az Oldham Athletichez, ahonnan egy év múlva, 2001-ben leigazolta a Manchester City. A hírek szerint az Oldham 20%-ot fog kapni a vételárból, ha a City megválik a játékostól. Saját elmondása szerint egy ideig a Leeds United FC ifiakadémiájának is tagja volt, de nyolcéves korában elküldte a klub.

### Manchester City
2005. október 22-én, az Arsenal ellen mutatkozhatott be a Manchester Cityben csereként. Kezdőként először egy Charlton Athletic elleni meccsen, 2006. február 12-én léphetett pályára. Azóta szinte állandó tagja a manchesteri klubnak. A 2005/06-os szezon végén őt választották az év legjobb fiataljának.
Richards egy Aston Villa ellen FA Kupa-meccsen tett szert országos hírnévre, amikor a 94. percben szerzett góljával kivívta az újrajátszást csapata számára. A találkozó utáni interjú alatt még mindig olyan feldobott volt, hogy egyenes adásban egy káromkodás is kicsúszott a száján. Gary Lineker később elnézést kért a nézőktől, mondván, Richards még tapasztalatlan a nyilatkozatok terén.
2006 júliusában a Tottenham Hotspur 5 millió fontos ajánlatot tett Richardsért, de a City elutasította azt. Néhány nappal később a játékos egy új,  négyéves szerződést kapott a klubtól. 2007-ben a Chelsea-vel hozták szóba a tehetséges védőt, a Kékek 15 millió fontot is adtak volna érte. A manchesteriek akkori menedzsere, Stuart Pearce így nyilatkozott: "Nem szeretnék megválni Micah-tól, mivel nagyszerű jövő vár rá a klubnál. Csak hatalmas összeg fejében lennénk hajlandóak eladni. Nagyon szeretném, ha Micah maradna és később akár csapatkapitányként a hátán cipelné a csapatot. Soha nem dolgoztam még ilyen remek fiatal játékossal." A 2006/07-es szezon előtt megkapta a 2-es számú mezt, csapata ezzel is jelezte, hogy a felnőtt keretben számítanak rá.
2006. szeptember 11-én, egy Reading elleni meccsen Stuart Pearce úgy döntött, lecseréli Richardsot, aki ettől olyan dühbe gurult, hogy letépte magáról a mezét, majd belerúgott. Csapattársa, Paul Dickov nyugtatta le.
Richards 2006. szeptember 30-án szerezte második gólját, mellyel pontot mentett csapatának az Everton ellen. A 2007/08-as szezon elején középhátvédként szerepelt. 2007. augusztus 19-én, a Manchester United ellen őt választották a meccs legjobbjának. Ezután az akkori angol szövetségi kapitány, Sven-Göran Eriksson is megdicsérte, a hónap végén pedig őt választották a Premier League legjobbjának.
2007. szeptember 16-án Richard Dunne hiányában ő kapta meg a kapitányi karszalagot, amivel ő lett a Manchester City legfiatalabb csapatkapitánya. Korábban ez a cím Steve Redmondé volt. 2008 februárjában egy új, 2013-ig szóló szerződést kapott csapatától.
A hónap végén olyan súlyos térdsérülést szenvedett, hogy a szezon hátralévő részét ki kellett hagynia. Nyáron, egy UEFA-kupa-selejtezőn térhetett vissza. 2008 augusztusában összefejelt csapattársával, Tal Ben Haimmal. Ápolása miatt nyolc percig állt a játék. Később a kórházban semmilyen problémát nem találtak nála.

## Válogatott
2006 novemberében kapott először behívót az angol válogatottba egy Hollandia elleni barátságos meccsre. Gary Neville sérülése miatt kezdőként léphetett pályára. Rio Ferdinand rekordját megdöntve ő lett a legfiatalabb angol válogatott védő. Az U21-es válogatottban eddig négyszer szerepelt.
Első válogatott gólját 2007. szeptember 8-án, az Izrael elleni Eb-selejtezőn szerezte.

## A pályán kívül
Richardsnak van egy blogja a BBC Sport honlapján, ahová hetente ír bejegyzéseket. 2008 októberében saját honlapot nyitott, ahová szintén rendszeresen ír. 2009. február 5-én letartóztatták egy éjszakai klubban történt verekedés miatt. Ügyét április 8-án tárgyalták.

## Sikerei, díjai
- Manchester City:
  - Premier League: 2011-12, 2013-14
  - FA-kupa: 2011
  - Angol szuperkupa: 2012
  - Angol ligakupa: 2013-14

## Külső hivatkozások
- Micah Richards hivatalos honlapja
- Statisztikája a transfermarkt.com-on
- Összefoglaló Micah Richards Brazil Futballiskolában töltött idejéről
- Micah Richards adatai a SEM honlapján
- Micah Richards adatlapja a Goal.com-on
- Micah Richards pályafutásának statisztikái a Soccerbase oldalon (angolul)

- Micah Richards adatlapja az EnglandStats.com-on